# Кракен-дівча на ім'я Рубі
«Кракен-дівча на ім'я Рубі» — американський анімаційний фантастичний фільм, створений DreamWorks Animation, що вийшов в український прокат 29 червня 2023 року.
Сором'язлива дівчина на ім'я Рубі почувається непоміченою однолітками. Та все змінюється, коли перед випускним балом у школі вона відкриває в собі здатність перетворюватися на величезного морського кракена.

## Сюжет
У приморському містечку Оушенсайд, Каліфорнія, п'ятнадцятирічна дівчина Рубі Ґіллман живе зі своєю сім'єю. Її мати Агата забороняє Рубі піти на випускний бал, який відбуватиметься на кораблі в океані. Рубі спочатку вирішує не йти, але її друзі Марго, Тревін і Блісс переконують піти, щоб вона могла запросити свого коханого Коннора. Коли Рубі наважується запросити його на бал, Коннор випадково падає у воду. Рубі стрибає і рятує його, але той не вірить, що це зробила вона, а вважає, що його рятівниця — нова дівчина Челсі Ван Дер Зі, котра намагається подружитися з Рубі.
Потім Рубі бачить, що від морської води на її пальцях виростають присоски. Дівчина ховається в бібліотеці, де перетворюється на величезного кракена та ненавмисне руйнує бібліотеку. Челсі стає свідком як Рубі в формі кракена біжить до маяка. Агата дізнається про це та переслідує Челсі, по дорозі возз'єднавшись зі своїм братом Брілом. Агата заспокоює засмучену Рубі, і вона зменшується до свого звичайного розміру. Повернувшись у будинок, батько Рубі Артур і її молодший брат Сем дізнаються що сталося. Агата пояснює Рубі, що вона також здатна перетворюватися на кракена.
Розлючена тим, що мати ніколи не розповіла їй про те, Рубі втікає разом із братом до своєї бабусі. Бабуся каже Рубі, що всупереч легендам кракени — це захисники морів, а русалки — найзліші морські жителі і вони знайшли Тризуб Океана задля боротьби проти кракенів. Її мати сховала Тризуб і стала жити на поверхні, щоб виростити Рубі в безпеці. Тепер Рубі повинна успадкувати трон кракенів і перейняти обов'язок захисту океану. Але Рубі відмовляється від трону і дорогою додому потрапляє в пастку старого моряка, океанічного гіда Гордона. Однак Челсі виявляється русалкою, рятує Рубі та допомагає їй утекти.
Наступного дня Рубі намагається повернутися до звичного життя, але її в формі кракена встигли зафіксувати на фото. Вона покидає школу разом із Челсі, яка розповідає, що її мати, зла королева-русалка Нерісса, нібито була вбита, намагаючись повернути Тризуб. Вона просить Рубі розшукати Тризуб, щоб подружити кракенів і русалок. Рубі тренується зі своєю бабусею, щоб стати гідною володіння Триизубом.
Коли настає випускний бал, Рубі розповідає матері про свою дружбу з Челсі. Розчарована Агата забороняє їй знову бачитися з бабусею. Рубі тікає, щоб отримати Тризуб, але не може втримати його. Челсі показує свою справжню сутність — вона Нерісса, а її мета — підкорити кракена за допомогою Тризуба. Нерісса лишає Рубі під уламками, а Бріл потім визволяє поранену та засмучену Рубі. Коли він підбадьорює її, вона вирушає на поверхню, щоб зупинити Неріссу. Коли Нерісса перемагає Агату та бабусю, Рубі виходить з води й кидає їй виклик у формі кракена. Під час бійки Рубі рятує своїх друзів і Коннора на кораблі, справляючи на нього враження.
Нерісса майже перемагає і тоді Рубі вирішує знищити Тризуб. Разом зі своїми рідними вона об'єднує сили і ламає Тризуб, а потім повертається до звичайного стану. Рубі мириться зі своїми друзями і запрошує Коннора на випускний, на що він погоджується. Через деякий час усі повертаються до свого звичного життя, а Рубі та Коннор починають зустрічатися. Рубі стає захисницею Оушенсайду.

## Ролі озвучували
- Лана Кондор — Рубі Ґіллман
- Тоні Коллетт — Агата Ґіллман
- Енні Мерфі — Челсі
- Сем Річардсон — Бріл
- Колман Домінго — Артур Ґіллман
- Вілл Форте — Гордон
- Ліза Коші — Марго
- Джейн Фонда — бабуся
- Едуардо Франко — Тревін
- Рамона Янг — Блісс

## Сприйняття
На агрегаторі Rotten Tomatoes фільм зібрав 66 % позитивних рецензій критиків.
Гелен О'гара в журналі «Empire» підбила підсумок: «Це яскравий, іскристий фільм із енергійною героїнею та твердим моральним посланням», якому бракує оригінальності. Тема того, що жінки в родині мають гігантське тваринне альтер-его, нещодавно висвітлювалася в «Я — панда» і тут ця метафора «не вражає так сильно, як це робили інші». Тож «це ще одна драма про дорослішання „будь собою“».
Наталія Вінкельман у газеті «New Yourk Times» також вказала, що сюжет «Кракена-дівча на ім'я Рубі» надто схожий до сюжету «Я — панда», а назва фільму «незграбна». Крім неоригінальних сюжетних ходів, у «Рубі» на відміну від вигадливого дизайну узбережного міста, підводні глибини надто стандартні.
Згідно з Кейт Ербленд із сайту IndeWire, «Все це може здатися знайомим, і це одночасно втішає і розчаровує. Дітям завжди потрібні чарівні розповіді про силу бути самим собою у світі, який не обов'язково створений для сприйняття відмінностей (усіх розмірів і різновидів), і такі історії, як „Кракена-дівча на ім'я Рубі“, можуть це зробити, приносячи неабияке задоволення. Але чому б не стати більш яскравим, чому б не піти на більший ризик, чому б не стати більшим і дивнішим, коли це також є метою самої історії, яку ви розповідаєте?».